# Мужская сборная Гуама по баскетболу 3×3
Мужская сборная Гуама по баскетболу 3×3 представляет Гуам на международных соревнованиях по баскетболу 3×3. Управляющим органом является Баскетбольная конфедерация Гуама.
По состоянию на 16 августа 2024, мужская сборная Гуама по баскетболу 3×3 занимает 181-е место в мировом рейтинге ФИБА мужских сборных по баскетболу 3×3.

## Результаты выступлений
| Турнир                           | Золото | Серебро | Бронза | Всего |
| -------------------------------- | ------ | ------- | ------ | ----- |
| Чемпионат мира по баскетболу 3×3 | —      | —       | —      | —     |
| Тихоокеанские игры               | 2      | 0       | 0      | 2     |
| Итого                            | 2      | 0       | 0      | 2     |

### Чемпионат мира по баскетболу 3x3
| Год        | Место          | Игры           | Победы         | Поражения      | Состав команды                                        |
| ---------- | -------------- | -------------- | -------------- | -------------- | ----------------------------------------------------- |
| Афины 2012 | 23             | 5              | 0              | 5              | Vince Estella, Eric Santos, James Stake, Seve Susuico |
| 2014—н. в. | не участвовали | не участвовали | не участвовали | не участвовали | не участвовали                                        |

### Тихоокеанские игры
| Год          | Место | Игры | Победы | Поражения | Состав команды                                                 |
| ------------ | ----- | ---- | ------ | --------- | -------------------------------------------------------------- |
| Апиа 2019    | 1     | 5    | 5      | 0         | Ben Borja, AJ Carlos, Michael Sakazaki, Seve Susuico           |
| Хониара 2023 | 1     | 5    | 5      | 0         | Reo Aiken, Ben Borja II, Mark Johnson Junior, Michael Sakazaki |